# Ōshū

Ōshū (奥州市 Ōshū-shi?) este un municipiu din Japonia, prefectura Iwate.